# Friedhof Waldhusen
Der Friedhof Waldhusen ist ein städtischer Friedhof und liegt im Stadtteil Lübeck-Kücknitz am Rande des Waldhusener Forsts. Er ist heute 22 Hektar groß mit ca. 8.900 Grabstellen. Aus der Zeit nach dem Zweiten Weltkrieg sind Kriegsgräber von Soldaten und Kriegsgräber aus dem Lager Pöppendorf erhalten.

## Entstehung

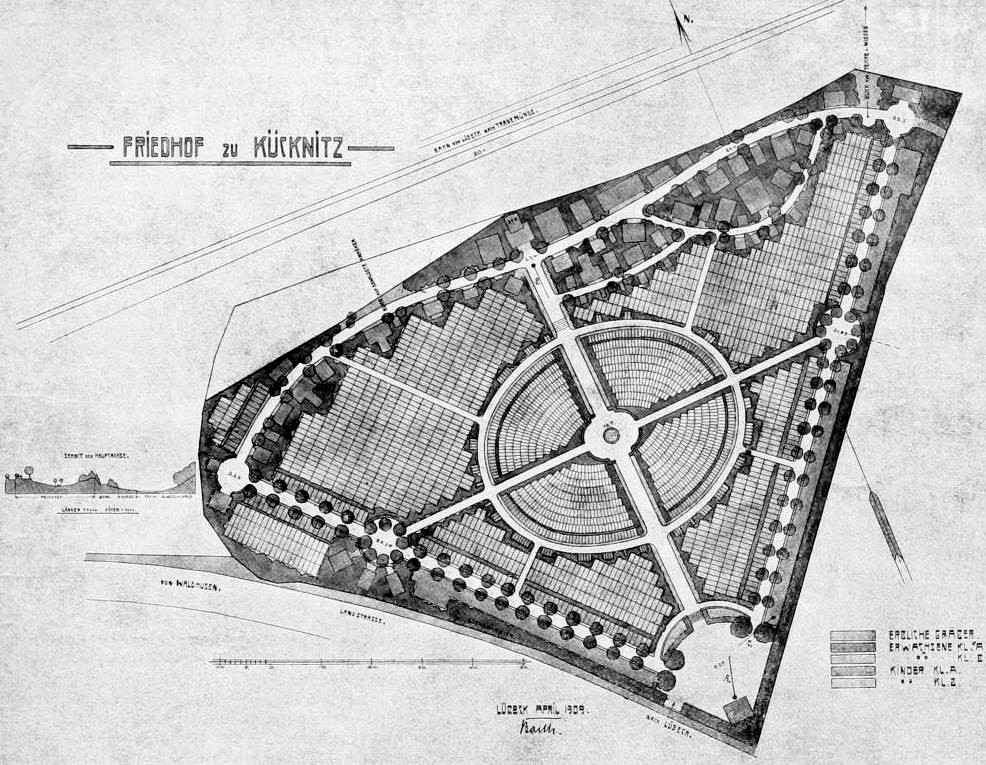
Plan der ursprünglichen Friedhofsanlage 1909 von Erwin Barth

Im Jahr 1909 schenkte der Hofbesitzer Wilhelm Eggers aus Dänischburg der Lübecker Landgemeinde Kücknitz (Kücknitz, Siems, Herrenwyk) eine ehemalige Kiesgrube. Erwin Barth plante für dieses Gelände einen Waldfriedhof. Der anfangs nur 1,1 Hektar große Friedhof wurde 1909 als Friedhof zu Kücknitz eingeweiht. Er wurde 1929 von der Stadt Lübeck übernommen. Der Friedhof wurde dann 1945 bis 1946 erweitert. Eine weitere Vergrößerung wurde im Jahr 1951 bis zu den Gleisen der Bahnstrecke Lübeck–Lübeck-Travemünde Strand vorgenommen. Im Jahr 1959 wurde der Friedhof um das aufgelöste Stadtgut Kücknitz erweitert, das jenseits der Bahngleise lag. Die Kapelle 1 mit Leichenhalle im alten Teil des Friedhofs wurde im Jahr 1950 eingeweiht. Die Kapelle 2 mit Leichenhalle für das Gebiet jenseits der Bahnlinie wurde 1963 eingeweiht.

## Grabstätten

### Unterschiedliche Grabstätten
Auf dem Friedhof gibt es Grabstätten für Särge, Urnengräber und mehrere Varianten von Grabstätten ohne spezielle Grabpflege durch Angehörige. Ein eigenes Areal ist für Gräber für Muslime vorgesehen.

### Kriegsgräber

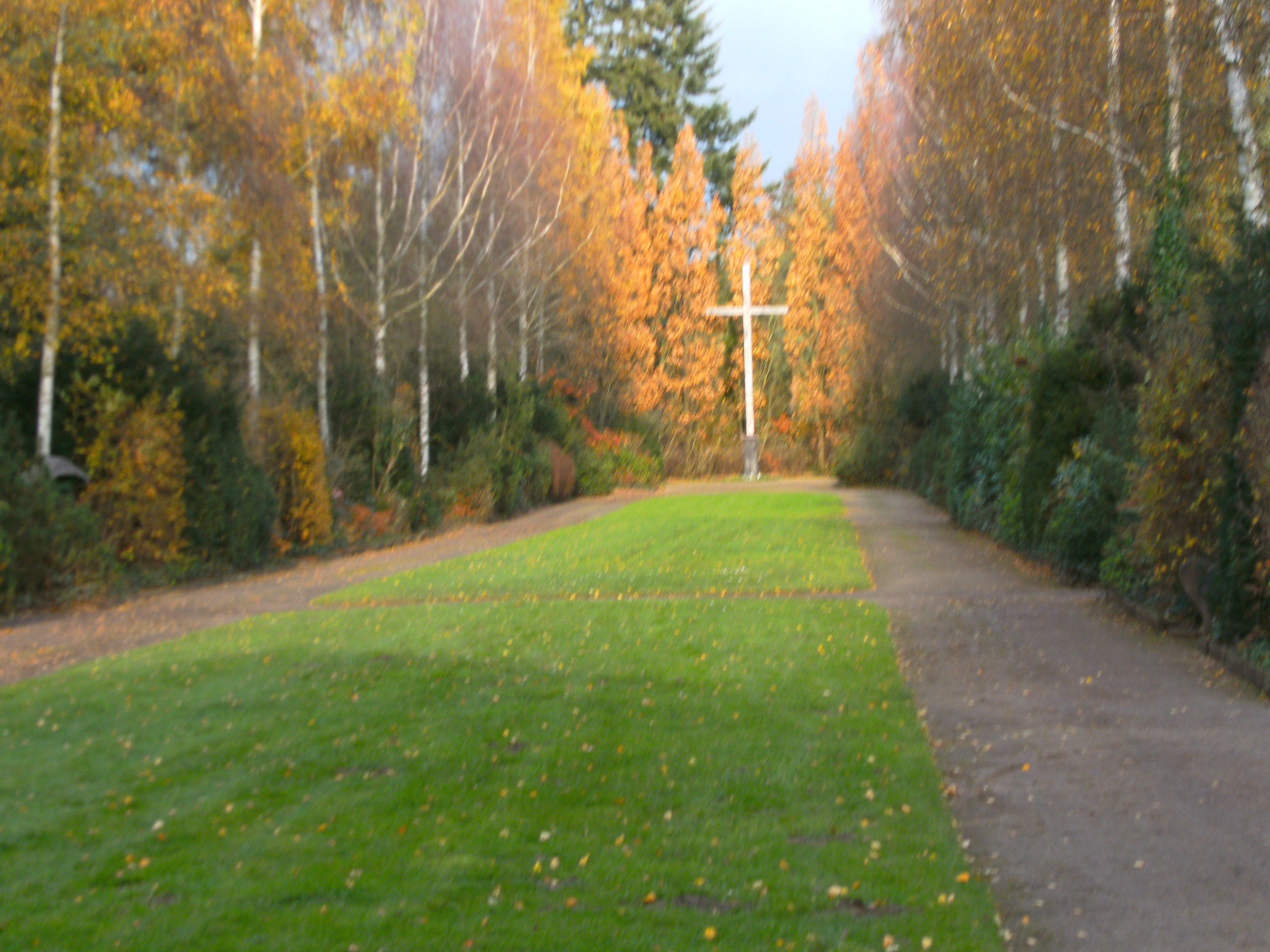
Friedhof Waldhusen in Lübeck-Kücknitz: Hochkreuz aus Holz für die Kriegstoten.

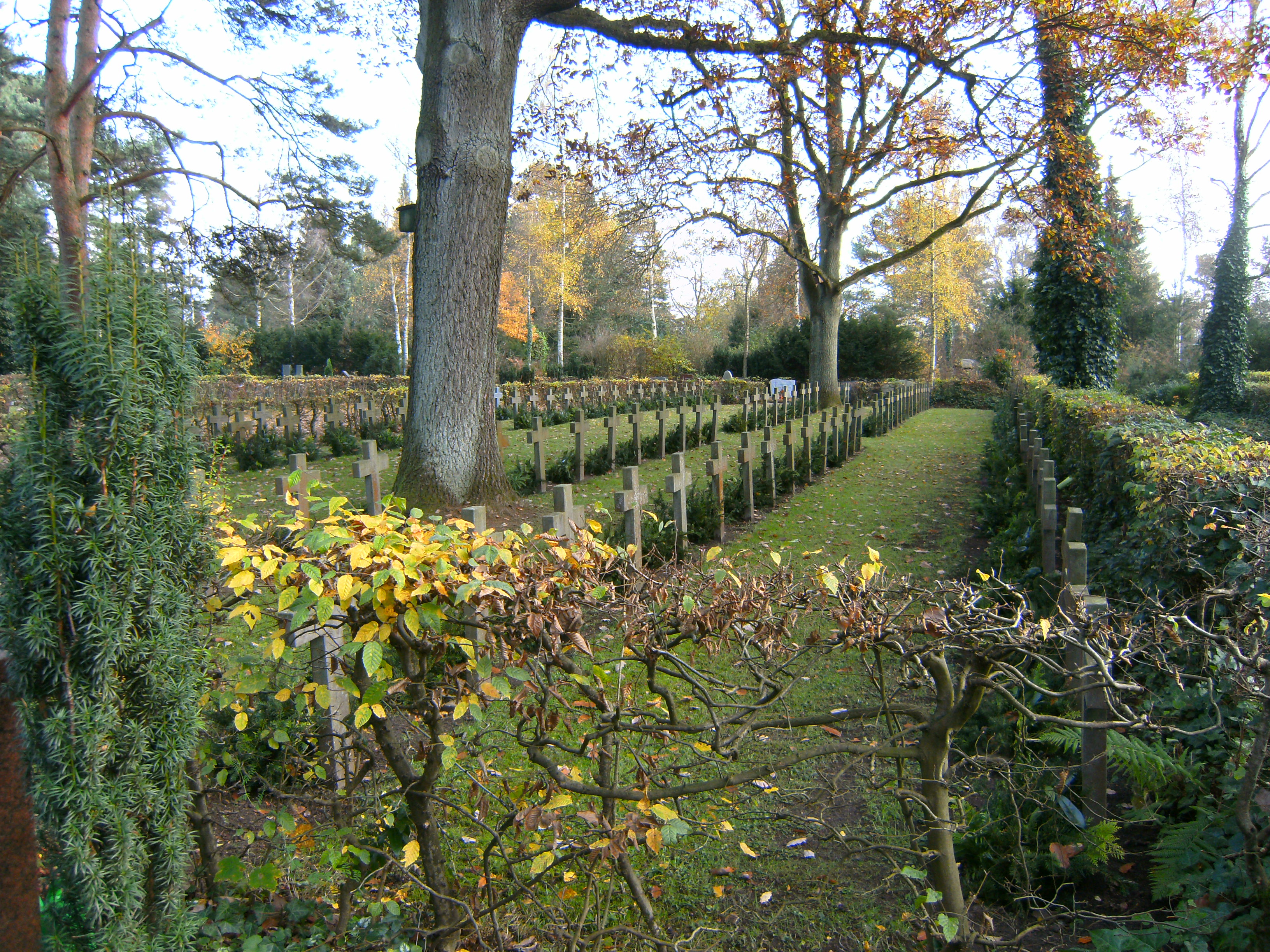
Friedhof Waldhusen in Lübeck-Kücknitz: Gräberfeld der Kriegsgräber 1945, 1946.

Es handelt sich um 172 Gräber von Soldaten und Flüchtlingen des Zweiten Weltkriegs im alten Teil des Friedhofs. Die hölzernen Grabkreuze wurden 1985 durch steinerne Grabkreuze ersetzt. Die im Lager Pöppendorf verstorbenen hier begrabenen Flüchtlinge wurden namentlich erfasst. Das hölzerne Hochkreuz ist Ort des Gedenkens am Volkstrauertag.